# William Howard Arnold
William Howard Arnold, mais conhecido como Howard Arnold, (Jefferson Barracks, St. Louis, Missouri, 13 de março de 1931 – 16 de julho de 2015) foi um físico nuclear estadunidense, pioneiro no esboço de reatores de água pressurizada e especialista em lixo nuclear.
Pai de Frances Arnold, 